# Notiophilus impressifrons
Notiophilus impressifrons  (лат.) — вид жуков-жужелиц рода большеглазов из подсемейства плотинников. Восточная Палеарктика. Суббореальный гумидный вид. Россия (Средняя Сибирь, Забайкалье, Прибайкалье, юг Дальнего Востока), Монголия, Северо-Восточный Китай,
Корея, Япония. Длина тела около 0,5 см. 

## Описание
Голова крупная с огромными глазами. Дневные хищники, охотятся на ногохвосток. В Прибайкалье обитает в горных кедровых стланиках, на верхних границах горных лесов, на пойменных лугах.